# 8006 Тацціні
8006 Тацціні (8006 Tacchini) — астероїд головного поясу, відкритий 22 серпня 1988 року.
Тіссеранів параметр щодо Юпітера — 3,336.